# Hedda Andersson
Pour les articles homonymes, voir Andersson.
Hedda Albertina Andersson, née le 24 avril 1861 à Malmö et morte le 7 septembre 1950, est une femme médecin suédoise.

## Biographie
Hedda Albertina Andersson naît le 24 avril 1861 à Malmö.
Commençant ses études en 1880 à l'université de Lund, elle est la première femme à fréquenter cet établissement. Elle devient la deuxième femme médecin en Suède en 1892.
Hedda Albertina Andersson meurt le 7 septembre 1950.